# Periacma
Periacma is een geslacht van vlinders van de familie sikkelmotten (Oecophoridae), uit de onderfamilie Oecophorinae.

## Soorten
- P. angkhangensis Moriuti, Saito & Lewvanich, 1985
- P. asaphochra Meyrick, 1931
- P. byrsodes Meyrick, 1910
- P. ceroplasta Meyrick, 1910
- P. circumclusa Meyrick, 1922
- P. conioxantha Meyrick, 1931
- P. conophanta Meyrick, 1910
- P. continuata Meyrick, 1922
- P. contraria Meyrick, 1910
- P. chelonias Meyrick, 1910
- P. chlorodesma Meyrick, 1894
- P. delegata Meyrick, 1914
- P. delophanta Meyrick, 1930
- P. diplotoma Meyrick, 1939
- P. eporphna Meyrick, 1923
- P. ferialis Meyrick, 1894
- P. grammocrossa Meyrick, 1935
- P. haliphaea Meyrick, 1910
- P. iodesma Meyrick, 1910
- P. isomora Meyrick, 1910
- P. kunai Moriuti, Saito & Lewvanich, 1985
- P. laganopa Meyrick, 1910
- P. lagophthalma Meyrick, 1932
- P. limosa Meyrick, 1910
- P. macra Meyrick, 1910
- P. melicrossa Meyrick, 1910

- P. metrica Meyrick, 1910
- P. mnemonica Meyrick, 1910
- P. orthiodes Meyrick, 1894
- P. pentachora Meyrick, 1910
- P. plumbea Meyrick, 1919
- P. pontiseca Meyrick, 1936
- P. scrupulosa Meyrick, 1910
- P. selenota Meyrick, 1914
- P. simaoensis Li, Wang & Yan, 1996
- P. teraturga Meyrick, 1914
- P. torrida Meyrick, 1894
- P. turbinea Meyrick, 1916
- P. turbulenta Meyrick, 1910
- P. wongsirii Moriuti, Saito & Lewvanich, 1985